# Tour de France 2023/12. Etappe
Die 12. Etappe der Tour de France 2023 fand am 13. Juli 2023 statt und führte die 110. Austragung in die Weinberge der Beaujolais. Die Strecke startete in Roanne und führte über 168,8 hüglige Kilometer nach Belleville-en-Beaujolais. Nach der Zielankunft hatten die Fahrer insgesamt 2142,6 Kilometer absolviert, was 62,9 % der Gesamtdistanz der Rundfahrt entspricht.
Der Etappensieg ging an den Spanier Ion Izagirre (Cofidis), der sich rund 30 Kilometer vor dem Ziel im letzten Anstieg des Col de la Croix Rosier von der Ausreißergruppe absetzte. Jonas Vingegaard (Jumbo-Visma) verteidigte das Gelbe Trikot.

## Streckenführung
Der neutralisierte Start erfolgte in Roanne vor dem Theater Le Scarabée. Vorbei an der Eissporthalle Patinoire de Roanne führte die Strecke auf die D9, die die Fahrer ins Zentrum der Stadt leitete. Nachdem die Place Promenade Populle umrundet worden war, gelangten die Fahrer auf die D207 und überquerten die Loire über die Pont de la Loire. In Le Coteau verlief die Strecke auf der D504, auf der das Rennen nach 10 Kilometern kurz vor Perreux freigegeben wurde.
Nach dem offiziellen Start führte die Strecke über Montagny nach Thizy-les-Bourgs, wo mit der Côte de Thizy-les-Bourgs (633 m) die erste Bergwertung des Tages in Angriff genommen wurde. Mit einer Länge von 4,3 Kilometern und einer Durchschnittsteigung von 5,6 % war dieser Anstieg als Bergwertung der 3. Kategorie klassifiziert worden. Die Kuppe wurde bereits nach 20,5 Kilometern überquert, ehe ein kurzes Plateau bis Saint-Vincent-de-Reins folgte. Nach einer kurzen Abfahrt begann die Straße erneut zu steigen und führte über Ranchal auf den Col des Écorbants (853 m), der mit 2,1 Kilometer Länge und einer Durchschnittssteigung von 6,9 % ebenfalls als Anstieg der 3. Kategorie bewertet worden war. Nachdem die Passhöhe bei Kilometer 37,9 überquert worden war, folgte eine lange flache Abfahrt, die die Fahrer über Chénelette weiter in Richtung Nordosten führte. Mit dem Col de la Crie (662 m) und der Auffahrt nach Avenas folgten weitere kurze, nicht-kategorisierte Steigungen, ehe eine längere Abfahrt über den Col de Durbize (539 m) nach Juliénas, dem nördlichsten Punkt der Strecke führte. Nun absolvierten die Fahrer ein rund 20 Kilometer langes Flachstück, das sie in Richtung Süden nach Régnié-Durette brachte, wo bei Kilometer 93,3, etwa zur Hälfte der Etappe, der Zwischensprint ausgefahren wurde. Im Anschluss wurde das Streckenprofil deutlich hügliger und es folgten drei kategorisierte Anstiege.
Das Finale der Etappe wurde mit dem Col de la Casse Froide (740 m) eröffnet, der auf einer Länge von 5,2 Kilometern eine Durchschnittsteigung von 6,2 % aufweist. Die Kuppe, auf der eine Bergwertung der 3. Kategorie abgenommen wurde, wurde 58,9 Kilometer vor dem Ziel überquert und es folgte eine längere Abfahrt, die nach Lamure-sur-Azergues zum Fuß der nächsten Steigung führte. Mit einer Länge von 5,5 Kilometern und einer durchschnittlichen Steigung von 6,1 % war der nachfolgende Col de la Croix Montmain (737 m) als Anstieg der 2. Kategorie klassifiziert worden. Er wurde 43,8 Kilometer vor dem Ziel überquert. Nach der Abfahrt begann die Straße in Le Perréon ein letztes Mal zu steigen und führte auf den Col de la Croix Rosier (717 m), auf dem ebenfalls eine Bergwertung der 2. Kategorie abgenommen wurde. Zudem wurde auf dem 5,3 Kilometer langen Anstieg, der im Schnitt eine Steigung von 7,6 % aufweist, ein Bonussprint ausgetragen, bei dem Zeitgutschriften für das Gesamtklassement vergeben wurden. Die Passhöhe wurde 28,4 Kilometer vor dem Ziel überquert und es folgte eine Abfahrt nach Marchampt, ehe die letzten rund 20 Kilometer auf welligem Terrain über Quincié-en-Beaujolais und um den Mont Brouilly nach Belleville-en-Beaujolais führten. Das Ziel befand sich auf der D306, wobei rund 400 Meter vor dem Ziel die letzte Kurve durchfahren wurde.
|                            | Ort                      | Kilometer | Länge (km) | Höhe (m) | Ø Steigung |
| -------------------------- | ------------------------ | --------- | ---------- | -------- | ---------- |
| neutralisierter Start      | Roanne                   | −10       |            |          |            |
| offizieller Start          | Perreux (D504)           | 0         |            |          |            |
| Bergwertung (3. Kategorie) | Côte de Thizy-les-Bourgs | 20,5      | 4,3        | 633      | 5,6 %      |
| Bergwertung (3. Kategorie) | Col des Écorbants        | 37,9      | 2,1        | 853      | 6,9 %      |
| Zwischensprint             | Régnié-Durette           | 93,3      |            |          |            |
| Bergwertung (3. Kategorie) | Col de la Casse Froide   | 109,9     | 5,2        | 740      | 6,2 %      |
| Bergwertung (2. Kategorie) | Col de la Croix Montmain | 125       | 5,5        | 737      | 6,1 %      |
| Bergwertung (2. Kategorie) | Col de la Croix Rosier   | 140,4     | 5,3        | 717      | 7,6 %      |
| Bonussprint                | Col de la Croix Rosier   | 140,4     | 5,3        | 717      | 7,6 %      |
| Ziel                       | Belleville-en-Beaujolais | 168,8     |            |          |            |

## Rennverlauf
Mit Ausnahme von Fabio Jakobsen (Soudal Quick-Step) nahmen alle Fahrer die Etappe in Angriff. Nach dem offiziellen Start kam es zu den ersten Angriffen. Da sich keine Gruppe entscheidend absetzen konnte, war die frühe Rennphase schnell und hektisch. Bereits vor der ersten Bergwertung auf der Côte de Thizy-les-Bourgs fielen die ersten Fahrer zurück, während sich das Fahrerfeld zunehmend in die Länge zog. Die erste Bewertung des Tages sicherte sich Daniel Felipe Martínez (Ineos Grenadiers), ehe die nächsten Angriffe folgten. Im Anstieg des Col des Écorbants zerfiel das Hauptfeld endgültig, und mit Adam Yates (UAE Team Emirates), Simon Yates (Jayco AlUla), David Gaudu (Groupama-FDJ) und Sepp Kuss (Jumbo-Visma) verloren mehrere Gesamtklassement-Fahrer den Anschluss zur ersten Gruppe. Giulio Ciccone (Lidl-Trek) überquerte den Col des Écorbants an der Spitze des Rennens.
Nachdem sich das Hauptfeld in mehrere Gruppen geteilt hatte, folgte eine unübersichtliche Rennphase. Etwa zur Hälfte der Etappe setzten sich mit Tiesj Benoot (Jumbo-Visma), Dylan Teuns (Israel-Premier Tech) und Mads Pedersen (Lidl-Trek) drei Fahrer in einer Abfahrt von der ersten Gruppe ab. Im nachfolgenden Flachstück schlossen mit Thibaut Pinot (Groupama-FDJ), Guillaume Martin, Ion Izagirre (beide Cofidis), Ruben Guerreiro, Matteo Jorgenson (beide Movistar), Mathieu Burgaudeau (TotalEnergies), Tobias Halland Johannessen (Uno-X), Victor Campenaerts (Lotto Dstny), Mathieu van der Poel (Alpecin-Deceuninck) und Andrey Amador (EF Education-EasyPost) zehn weitere Fahrer zur Spitzengruppe auf, in der nun 13 Fahrer vertreten waren. Kurz vor dem Zwischensprint schlossen auch Julian Alaphilippe (Soudal Quick-Step) und Jasper Stuyven (Lidl-Trek) zur Spitze des Rennens auf. Mads Pedersen sicherte sich beim Zwischensprint die meisten Punkte, stellte für Jasper Philipsen (Alpecin-Deceuninck), den Führenden der Punktewertung, jedoch keine Gefahr dar. Der Vorsprung der Spitzengruppe war unterdessen auf zweieinhalb Minuten angewachsen. Mit Ausnahme von Sepp Kuss waren alle Top 10 Fahrer des Gesamtklassements im Hauptfeld vertreten, in dem sich nur noch rund 40 Fahrer befanden. Weitere prominente abgehängte Fahrer waren Louis Meintjes (Intermarché-Circus-Wanty), Mikel Landa (Bahrain Victorious), Ben O’Connor (AG2R Citroën), Egan Bernal (Ineos Grenadiers) und Neilson Powless (EF Education-EasyPost), der Führende der Bergwertung.

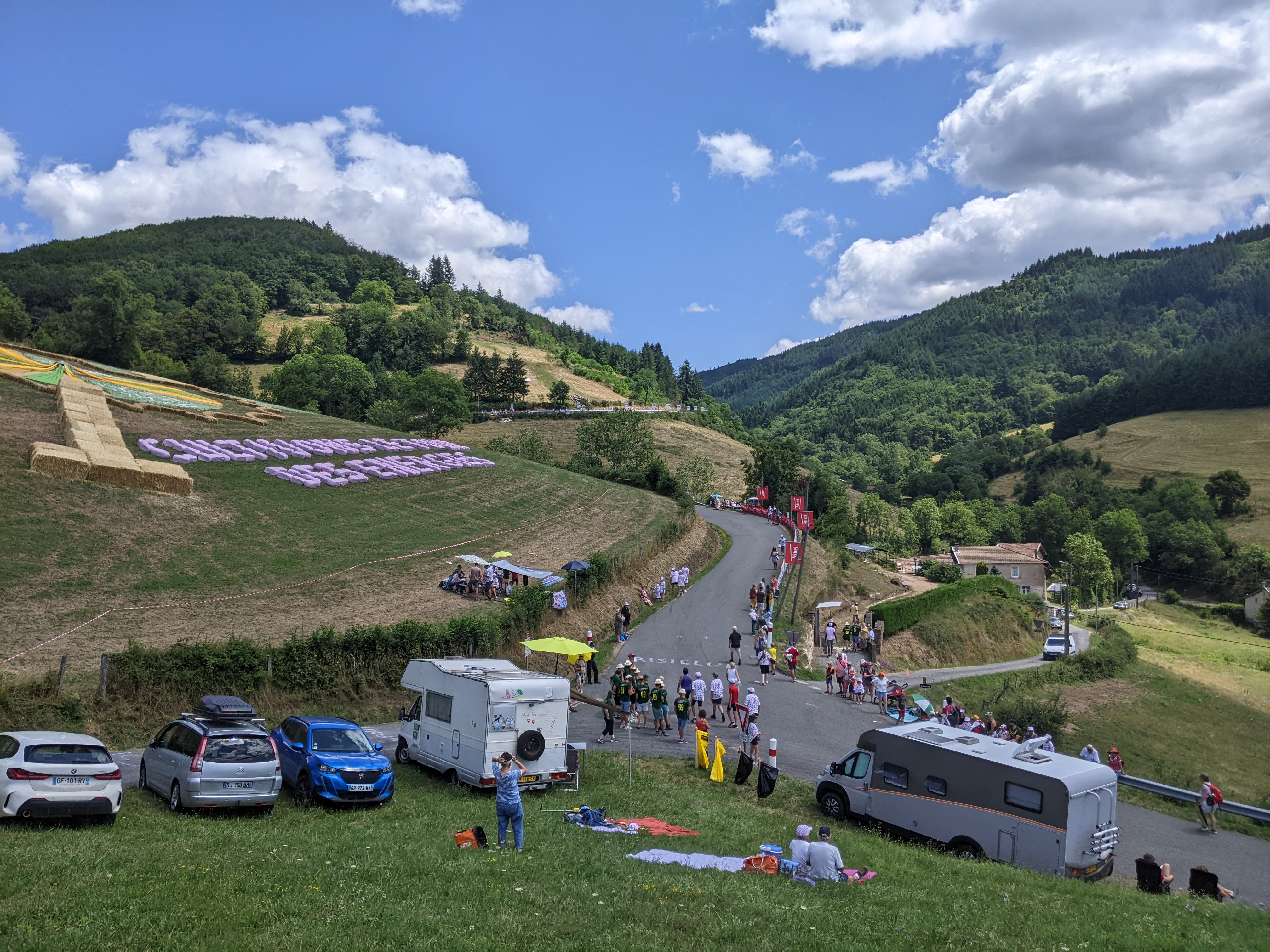
Der Col de la Croix Montmain während der 12. Etappe

Nach dem Zwischensprint kehrte Ruhe im Fahrerfeld ein. Da die Jumbo-Visma Mannschaft nur mit vier Fahrern im Hauptfeld vertreten war, verschleppten sie das Tempo, ehe die Mannschaft AG2R Citroën die Nachführarbeit übernahm. Die Spitzengruppe hatte ihren Vorsprung zwischenzeitlich auf fast vier Minuten ausgebaut, wodurch Thibaut Pinot virtuell in die Top 10 vorrückte. Guillaume Martin führte die Ausreißergruppe über den Col de la Casse Froide. In der Abfahrt forcierte Mathieu van der Poel das Tempo und setzte sich gemeinsam mit Andrey Amador von der Spitzengruppe ab. Die beiden fuhren mit einem Vorsprung von rund 15 Sekunden in den vorletzten Anstieg, ehe sie diesen auf über eine halbe Minute ausbauen konnten. Dahinter griff Matteo Jorgenson an, wodurch die ersten Fahrer aus der ehemaligen Ausreißergruppe zurückfielen. An der Spitze des Rennens setzte sich Mathieu van der Poel von Andrey Amador ab und überquerte den Col de la Croix Montmain mit einem Vorsprung von etwa 20 Sekunden. Unterdessen schloss mit Louis Meintjes ein abgehängter Fahrer zum Hauptfeld auf. In der nachfolgenden Abfahrt kamen weitere Fahrer hinzu.

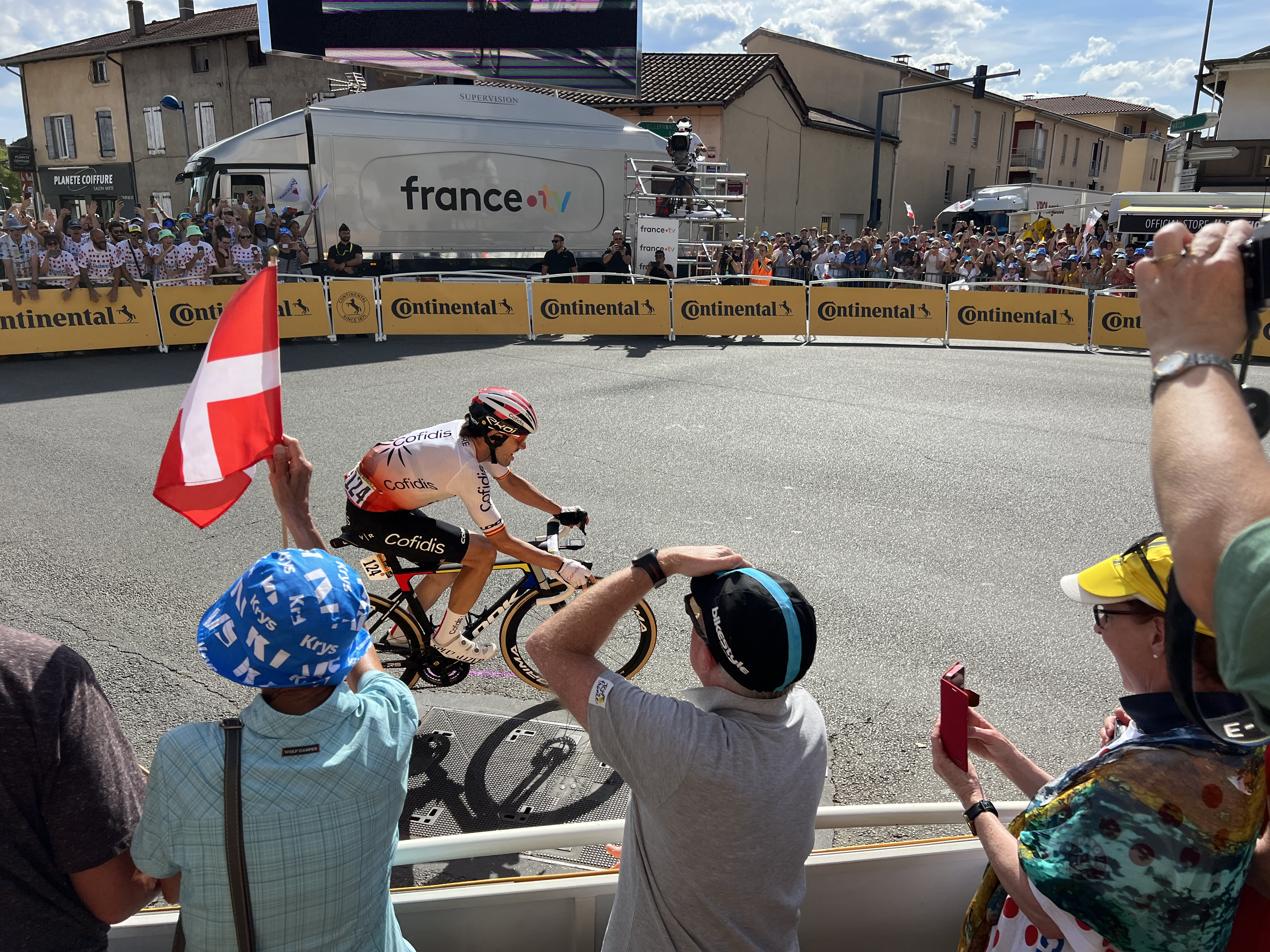
Der Spanier Ion Izagirre von Team Cofidis biegt in die Zielgerade ein

Mathieu van der Poel führte mit rund 20 Sekunden Vorsprung in den letzten Anstieg des Col de la Croix Rosier. Dahinter folgten Thibaut Pinot und Matteo Jorgenson, dicht gefolgt von einer weiteren kleineren Gruppe. Im Anstieg formierten sich die Fahrer zu einer neuen Spitzengruppe, aus der sich Ion Izagirre absetzen konnte. Der Spanier erreicht die Kuppe des Col de la Croix Rosier mit einem Vorsprung von mehr als 20 Sekunden, während Mathieu van der Poel zurückfiel. Hinter Ion Izagirre formierte sich eine sechs Fahrer umfassende Verfolgergruppe, in der neben seinem Teamkollegen Guillaume Martin auch Thibaut Pinot, Mathieu Burgaudeau, Tobias Halland Johannessen, Tiesj Benoot und Matteo Jorgenson vertreten waren. Die Gruppe konnte Ion Izagirre jedoch nicht mehr einholen, der die Etappe mit einem Vorsprung von 58 Sekunden gewann. Den zweiten Platz sicherte sich Mathieu Burgaudeau im Sprint vor Matteo Jorgenson. Das Hauptfeld erreichte das Ziel mit einem Rückstand von vier Minuten und 14 Sekunden.
Trotz der hektischen Anfangsphase kam es zu keinen großen Veränderungen im Gesamtklassement. Jonas Vingegaard (Jumbo-Visma) verteidigte das Gelbe Trikot und lag weiterhin 17 Sekunden vor Tadej Pogačar (UAE Team Emirates), der die Nachwuchswertung anführte. Thibaut Pinot schob sich in der Gesamtwertung auf den zehnten Platz und verdrängte somit Sepp Kuss. Guillaume Martin rückte auf den 13. Gesamtrang vor. In der Bergwertung schob sich Tobias Halland Johannessen auf den zweiten Rang und lag nun 16 Punkte hinter dem führenden Neilson Powless. Jasper Philipsen erreichte das Ziel in der vorgegebenen Karenzzeit und führte die Punktewertung weiterhin souverän an. In der Mannschaftswertung blieb das Team Baharin Victorious an der Spitze. Nachdem Fabio Jakobsen die Etappe nicht in Angriff genommen hatte, schied im Rennverlauf mit David de la Cruz (Astana Qazaqstan) ein weiterer Fahrer aus. Der Spanier kam in der hektischen Anfangsphase zu Sturz und musste die Rundfahrt verletzungsbedingt aufgeben. Somit verblieben 167 Fahrer im Rennen, wobei Mathieu van der Poel zum kämpferischsten Fahrer gewählt wurde.
Die Fahrer Peter Sagan und Mathieu Burgaudeau (beide TotalEnergies) wurden nach dem Rennen von der Renn-Jury für ihr Fahrverhalten auf den ersten Rennkilometern bestraft: beim Versuch, sich vom Peloton abzusetzen, nutzten die Fahrer bei Kilometer 5 den Schleudergriff. Der Schleudergriff ist allerdings im Straßenradsport untersagt und nur im Bahnradsport beim Zweier-Mannschaftsfahren erlaubt. Infolgedessen bekamen die beiden Fahrer jeweils 6 Punkte Abzug in der Punktewertung sowie eine Zeitstrafe von 10 Sekunden auf die Gesamtwertung. Zudem mussten sie jeweils ein Bußgeld in Höhe von 500 CHF bezahlen.

## Ergebnis
| \| Etappenergebnis \| Etappenergebnis \| Etappenergebnis \| Etappenergebnis \| Etappenergebnis \| \| Fahrer \| Fahrer \| Land \| Team \| Zeit \| \| --------------- \| -------------------------- \| ------------------ \| ---------------------- \| --------------- \| \| 1. \| Ion Izagirre \| Spanien \| Cofidis \| 3 h 51 min 42 s \| \| 2. \| Mathieu Burgaudeau \| Frankreich \| TotalEnergies \| + 58 s \| \| 3. \| Matteo Jorgenson \| Vereinigte Staaten \| Movistar Team \| + 58 s \| \| 4. \| Tiesj Benoot \| Belgien \| Jumbo-Visma \| + 1 min 06 s \| \| 5. \| Tobias Halland Johannessen \| Norwegen \| Uno-X Pro Cycling Team \| + 1 min 11 s \| \| 6. \| Thibaut Pinot \| Frankreich \| Groupama-FDJ \| + 1 min 13 s \| \| 7. \| Guillaume Martin \| Frankreich \| Cofidis \| + 1 min 13 s \| \| 8. \| Dylan Teuns \| Belgien \| Israel-Premier Tech \| + 1 min 27 s \| \| 9. \| Ruben Guerreiro \| Portugal \| Movistar Team \| + 1 min 27 s \| \| 10. \| Victor Campenaerts \| Belgien \| Lotto Dstny \| + 3 min 02 s \| |                            |                    |                        |                 |
| |                            |                    |                        |                 |
| Quelle: ProCyclingStats |                            |                    |                        |                 |
| Etappenergebnis |                            |                    |                        |                 |
| Fahrer | Fahrer                     | Land               | Team                   | Zeit            |
| 1. | Ion Izagirre               | Spanien            | Cofidis                | 3 h 51 min 42 s |
| 2. | Mathieu Burgaudeau         | Frankreich         | TotalEnergies          | + 58 s          |
| 3. | Matteo Jorgenson           | Vereinigte Staaten | Movistar Team          | + 58 s          |
| 4. | Tiesj Benoot               | Belgien            | Jumbo-Visma            | + 1 min 06 s    |
| 5. | Tobias Halland Johannessen | Norwegen           | Uno-X Pro Cycling Team | + 1 min 11 s    |
| 6. | Thibaut Pinot              | Frankreich         | Groupama-FDJ           | + 1 min 13 s    |
| 7. | Guillaume Martin           | Frankreich         | Cofidis                | + 1 min 13 s    |
| 8. | Dylan Teuns                | Belgien            | Israel-Premier Tech    | + 1 min 27 s    |
| 9. | Ruben Guerreiro            | Portugal           | Movistar Team          | + 1 min 27 s    |
| 10. | Victor Campenaerts         | Belgien            | Lotto Dstny            | + 3 min 02 s    |

## Gesamtstände
| \| Gesamtwertung \| Gesamtwertung \| Gesamtwertung \| Gesamtwertung \| Gesamtwertung \| \| Fahrer \| Fahrer \| Land \| Team \| Zeit \| \| ------------- \| ---------------- \| ---------------------- \| ------------------ \| ---------------- \| \| 1. \| Jonas Vingegaard \| Dänemark \| Jumbo-Visma \| 50 h 30 min 23 s \| \| 2. \| Tadej Pogačar \| Slowenien \| UAE Team Emirates \| + 17 s \| \| 3. \| Jai Hindley \| Australien \| Bora-Hansgrohe \| + 2 min 40 s \| \| 4. \| Carlos Rodríguez \| Spanien \| Ineos Grenadiers \| + 4 min 22 s \| \| 5. \| Pello Bilbao \| Spanien \| Bahrain Victorious \| + 4 min 34 s \| \| 6. \| Adam Yates \| Vereinigtes Königreich \| UAE Team Emirates \| + 4 min 39 s \| \| 7. \| Simon Yates \| Vereinigtes Königreich \| Team Jayco AlUla \| + 4 min 44 s \| \| 8. \| Thomas Pidcock \| Vereinigtes Königreich \| Ineos Grenadiers \| + 5 min 26 s \| \| 9. \| David Gaudu \| Frankreich \| Groupama-FDJ \| + 6 min 01 s \| \| 10. \| Thibaut Pinot \| Frankreich \| Groupama-FDJ \| + 6 min 33 s \| |                  |                        |                    |                  |
| |                  |                        |                    |                  |
| Quelle: ProCyclingStats |                  |                        |                    |                  |
| Gesamtwertung |                  |                        |                    |                  |
| Fahrer | Fahrer           | Land                   | Team               | Zeit             |
| 1. | Jonas Vingegaard | Dänemark               | Jumbo-Visma        | 50 h 30 min 23 s |
| 2. | Tadej Pogačar    | Slowenien              | UAE Team Emirates  | + 17 s           |
| 3. | Jai Hindley      | Australien             | Bora-Hansgrohe     | + 2 min 40 s     |
| 4. | Carlos Rodríguez | Spanien                | Ineos Grenadiers   | + 4 min 22 s     |
| 5. | Pello Bilbao     | Spanien                | Bahrain Victorious | + 4 min 34 s     |
| 6. | Adam Yates       | Vereinigtes Königreich | UAE Team Emirates  | + 4 min 39 s     |
| 7. | Simon Yates      | Vereinigtes Königreich | Team Jayco AlUla   | + 4 min 44 s     |
| 8. | Thomas Pidcock   | Vereinigtes Königreich | Ineos Grenadiers   | + 5 min 26 s     |
| 9. | David Gaudu      | Frankreich             | Groupama-FDJ       | + 6 min 01 s     |
| 10. | Thibaut Pinot    | Frankreich             | Groupama-FDJ       | + 6 min 33 s     |

| Punktewertung | Punktewertung     | Punktewertung | Punktewertung            | Punktewertung |
| Fahrer        | Fahrer            | Land          | Team                     | Punkte        |
| ------------- | ----------------- | ------------- | ------------------------ | ------------- |
| 1.            | Jasper Philipsen  | Belgien       | Alpecin-Deceuninck       | 323 P.        |
| 2.            | Mads Pedersen     | Dänemark      | Lidl-Trek                | 179 P.        |
| 3.            | Bryan Coquard     | Frankreich    | Cofidis                  | 178 P.        |
| 4.            | Wout van Aert     | Belgien       | Jumbo-Visma              | 120 P.        |
| 5.            | Jordi Meeus       | Belgien       | Bora-Hansgrohe           | 96 P.         |
| 6.            | Dylan Groenewegen | Niederlande   | Team Jayco AlUla         | 92 P.         |
| 7.            | Biniam Girmay     | Eritrea       | Intermarché-Circus-Wanty | 90 P.         |
| 8.            | Tadej Pogačar     | Slowenien     | UAE Team Emirates        | 85 P.         |
| 9.            | Victor Lafay      | Frankreich    | Cofidis                  | 80 P.         |
| 10.           | Caleb Ewan        | Australien    | Lotto Dstny              | 75 P.         |

| Bergwertung | Bergwertung                | Bergwertung        | Bergwertung            | Bergwertung |
| Fahrer      | Fahrer                     | Land               | Team                   | Punkte      |
| ----------- | -------------------------- | ------------------ | ---------------------- | ----------- |
| 1.          | Neilson Powless            | Vereinigte Staaten | EF Education-EasyPost  | 46 P.       |
| 2.          | Tobias Halland Johannessen | Norwegen           | Uno-X Pro Cycling Team | 30 P.       |
| 3.          | Felix Gall                 | Österreich         | AG2R Citroën Team      | 28 P.       |
| 4.          | Ruben Guerreiro            | Portugal           | Movistar Team          | 24 P.       |
| 5.          | Giulio Ciccone             | Italien            | Lidl-Trek              | 22 P.       |
| 6.          | Michael Woods              | Kanada             | Israel-Premier Tech    | 20 P.       |
| 7.          | Tadej Pogačar              | Slowenien          | UAE Team Emirates      | 19 P.       |
| 8.          | Jai Hindley                | Australien         | Bora-Hansgrohe         | 19 P.       |
| 9.          | Daniel Felipe Martínez     | Kolumbien          | Ineos Grenadiers       | 18 P.       |
| 10.         | Jonas Vingegaard           | Dänemark           | Jumbo-Visma            | 18 P.       |

| Nachwuchswertung | Nachwuchswertung           | Nachwuchswertung       | Nachwuchswertung       | Nachwuchswertung  |
| Fahrer           | Fahrer                     | Land                   | Team                   | Zeit              |
| ---------------- | -------------------------- | ---------------------- | ---------------------- | ----------------- |
| 1.               | Tadej Pogačar              | Slowenien              | UAE Team Emirates      | 50 h 30 min 40 s  |
| 2.               | Carlos Rodríguez           | Spanien                | Ineos Grenadiers       | + 4 min 05 s      |
| 3.               | Thomas Pidcock             | Vereinigtes Königreich | Ineos Grenadiers       | + 5 min 09 s      |
| 4.               | Felix Gall                 | Österreich             | AG2R Citroën Team      | + 9 min 29 s      |
| 5.               | Mattias Skjelmose          | Dänemark               | Lidl-Trek              | + 27 min 26 s     |
| 6.               | Mathieu Burgaudeau         | Frankreich             | TotalEnergies          | + 37 min 30 s     |
| 7.               | Tobias Halland Johannessen | Norwegen               | Uno-X Pro Cycling Team | + 46 min 50 s     |
| 8.               | Matteo Jorgenson           | Vereinigte Staaten     | Movistar Team          | + 55 min 27 s     |
| 9.               | Matis Louvel               | Frankreich             | Arkéa-Samsic           | + 1 h 18 min 29 s |
| 10.              | Maxim Van Gils             | Belgien                | Lotto Dstny            | + 1 h 20 min 39 s |

| Mannschaftswertung | Mannschaftswertung | Mannschaftswertung           | Mannschaftswertung |
| Team               | Team               | Land                         | Zeit               |
| ------------------ | ------------------ | ---------------------------- | ------------------ |
| 1.                 | Bahrain Victorious | Bahrain                      | 151 h 46 min 08 s  |
| 2.                 | Ineos Grenadiers   | Vereinigtes Königreich       | + 1 min 18 s       |
| 3.                 | Jumbo-Visma        | Niederlande                  | + 1 min 52 s       |
| 4.                 | AG2R Citroën Team  | Frankreich                   | + 13 min 58 s      |
| 5.                 | Groupama-FDJ       | Frankreich                   | + 16 min 11 s      |
| 6.                 | UAE Team Emirates  | Vereinigte Arabische Emirate | + 16 min 19 s      |
| 7.                 | Bora-Hansgrohe     | Deutschland                  | + 37 min 23 s      |
| 8.                 | Movistar Team      | Spanien                      | + 39 min 12 s      |
| 9.                 | Lidl-Trek          | Vereinigte Staaten           | + 1 h 21 min 00 s  |
| 10.                | Cofidis            | Frankreich                   | + 1 h 24 min 48 s  |

## Ausgeschiedene Fahrer
- Fabio Jakobsen (Soudal Quick-Step): wegen Sturzverletzungen, die er sich bei der 4. Etappe zuzog, nicht gestartet
- David de la Cruz (Astana Qazaqstan Team): wegen Verletzungen am Ellenbogen während der Etappe aufgegeben[5]